# George W. Snow
George W. Snow (* 13. Dezember 1842 im Posey County, Indiana; † 8. November 1927 in Springfield, South Dakota) war ein US-amerikanischer Politiker. Zwischen 1901 und 1905 war er Vizegouverneur des Bundesstaates South Dakota.

## Werdegang
George Snow besuchte öffentliche Schulen in Wisconsin, wohin er mit seinen Eltern im Alter von zwei Jahren gezogen war.  Im Jahr 1866 absolvierte er eine Handelsschule in der dortigen Hauptstadt Madison. Er arbeitete auf der Farm seines Vaters und war später dessen Angestellter, als dieser im Handel tätig wurde. Während des Bürgerkrieges diente er im Heer der Union. Dabei nahm er an mehreren Schlachten und Feldzügen teil. Anschließend kehrte er nach Wisconsin zurück, wo er bis 1869 als Ladenangestellter arbeitete. Dann zog er nach Springfield im Dakota-Territorium. Er war zunächst wieder als Ladenangestellter und dann in einer Sägemühle beschäftigt. Schließlich wurde er in der Immobilienbranche tätig. Dabei brachte er es zu einem beträchtlichen Reichtum. Er besaß selbst größere Ländereien in seiner neuen Heimat. Spätestens ab 1883 war Snow auch im Bankgewerbe aktiv. Er war an der Gründung der Bank of Springfield beteiligt und wurde deren Präsident. Trotzdem betätigte er sich weiterhin auch in der Immobilienbranche.
Politisch schloss sich Snow der Republikanischen Partei an. Er bekleidete mehrere lokale Ämter wie das des Friedensrichters oder Bezirkskämmerers. 1885 nahm er als Delegierter am verfassungsgebenden Konvent des zukünftigen Staates South Dakota. Von 1890 bis 1891 sowie nochmals in den Jahren 1897 und 1898 saß er im Senat von South Dakota. Im Jahr 1900 wurde er an der Seite von Charles N. Herreid zum Vizegouverneur seines Staates gewählt. Dieses Amt bekleidete er nach einer Wiederwahl zwischen 1901 und 1905. Dabei war er Stellvertreter des Gouverneurs und Vorsitzender des Staatssenats. Nach seiner Zeit als Vizegouverneur widmete sich George Snow wieder seinen geschäftlichen Interessen. Er war unter anderem auch Mitglied der Freimaurer und der Veteranenorganisation Grand Army of the Republic. Er starb am 8. November 1927 in Springfield.